# Crêts en Belledonne
Crêts en Belledonne is een gemeente in het Franse departement Isère (regio Auvergne-Rhône-Alpes). De plaats maakt deel uit van het arrondissement Grenoble. Crêts en Belledonne is op 1 januari 2016 ontstaan door de fusie van de gemeenten Morêtel-de-Mailles en Saint-Pierre-d'Allevard. De naam verwijst naar het massief van Belledonne. Crêts en Belledonne telde op 1 januari 2022 3.430 inwoners.

## Geografie
De oppervlakte van Crêts en Belledonne bedroeg op 1 januari 2022 33,8 vierkante kilometer; de bevolkingsdichtheid was toen 101,5 inwoners per km².

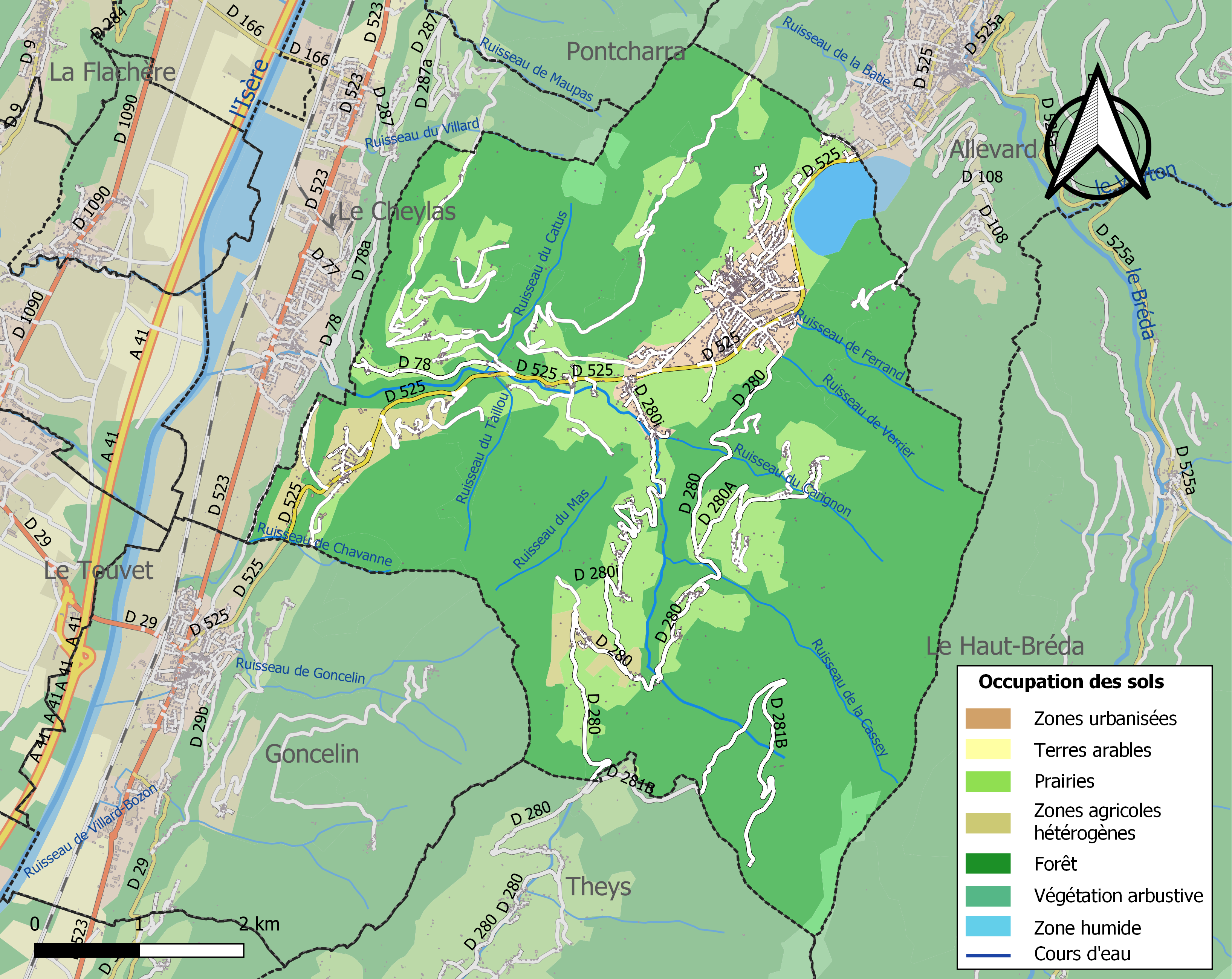
Kaart van de gemeente met de belangrijkste infrastructuur, bodemgebruik en omliggende gemeenten